# Клятва (фільм, 1946)
«Клятва» (рос. «Клятва») — радянський чорно-білий художній фільм 1946 року кінорежисера Михайла Чіаурелі.

## Сюжет
Взимку 1924 року більшовик Степан Петров з дружиною Варварою і дочкою Ольгою йдуть пішки до Москви, щоб передати Леніну лист від земляків. У степу подорожніх наздоганяє куркульська банда. Степан гине, і Варвара з дочкою одні продовжують свій шлях. З групою інших ходоків, вони потрапляють у Горки, де дізнаються про смерть Леніна. Герої йдуть на Червону площу. Сталін піднімається на трибуну і виголошує клятву вірності заповітам Леніна, після чого Варвара Петрова протягує йому лист. Коли почнеться війна Варвара Михайлівна пошле своїх дітей захищати Батьківщину. Після війни біля Георгіївського палацу відбудеться друга зустріч Петрової і Сталіна.

## Актори
- Михайло Геловані — Йосип Сталін
- Микола Коновалов — Калінін Михайло Іванович
- А. Мансвєтов — працівник Кремля
- Олексій Грибов — працівник Кремля
- Микола Рижов — працівник Кремля
- Г. Мушегян — працівник Кремля
- Р. Юр'їв — працівник Кремля
- В. Миронов — працівник Кремля
- Олександр Хвиля — працівник Кремля
- Федор Блажевич — працівник Кремля
- Михайло Сидоркін — працівник Кремля
- А. Соболева — працівник Кремля
- Георгій Бельнікевич — працівник Кремля
- Софья Гіацинтова — Петрова Варвара Михайлівна
- Микола Боголюбов — Олександр, старший син Степана Петрова
- Світлана Боголюбова — Ольга, молодша дочка Степана Петрова
- Дмитро Павлов — Сергій
- Тамара Макарова — Ксенія, дружина Сергія
- Микола Плотніков — дід Степан Єрмілов
- Вадим Захарченко — Пєтька, хлопчик
- Володимир Соловйов — Рузаєв
- Сергій Блинников — Балкан
- Георгій Сагарадзе — Георгій, коханець Ольги Петрової
- Асад Ісматов — Тугунбаєв
- Володимир Балашов — Липський
- Олександра Данилова — паночка в санях
- Ілля Набатов — французький міністр Боннет
- Микола Чаплигін — британський журналіст
- Максим Штраух — Роджерс, американський журналіст
- Володимир Марута — Кайзер

## Нагороди
Венеційський кінофестиваль:
- Михайло Чіаурелі, як найкращий режисер отримав золоту медаль (1946 рік)[джерело?].

Сталінська премія:
- Сталінська премія (1946 року), Петро Павленко.
- Сталінська премія 1-го ступеня (1947 року), Михайло Геловані.
- Сталінська премія 1-го ступеня (1947 року), Софья Гіацинтова.
- Сталінська премія 1-го ступеня (1947 року), Михайло Чіаурелі.
- Сталінська премія (1947 року), Микола Плотніков.